# 國産酒造
國産酒造株式会社（こくさんしゅぞう）は、日本の酒類製造業会社。灘五郷の一つ、西宮郷に所在する。
清酒『灘自慢』や『國産一』の銘柄を擁する。創業は文久元年(1861年)。　『灘自慢』は、文字通り灘五郷において自慢できる酒として名付けられた。戦前から使用していた酒銘『國産』印は、戦後、株式会社に組織を改めた際に社名となり現在では 大吟醸『國産一』として受け継がれている。